# Adorazione dei Magi degli Innocenti
L'Adorazione dei Magi degli Innocenti è un dipinto a tempera su tavola (285x243 cm) di Domenico Ghirlandaio, databile al 1485-1488 e conservato nella Galleria dello Spedale degli Innocenti a Firenze. In loco si conserva anche la predella, opera di Bartolomeo di Giovanni.

## Storia

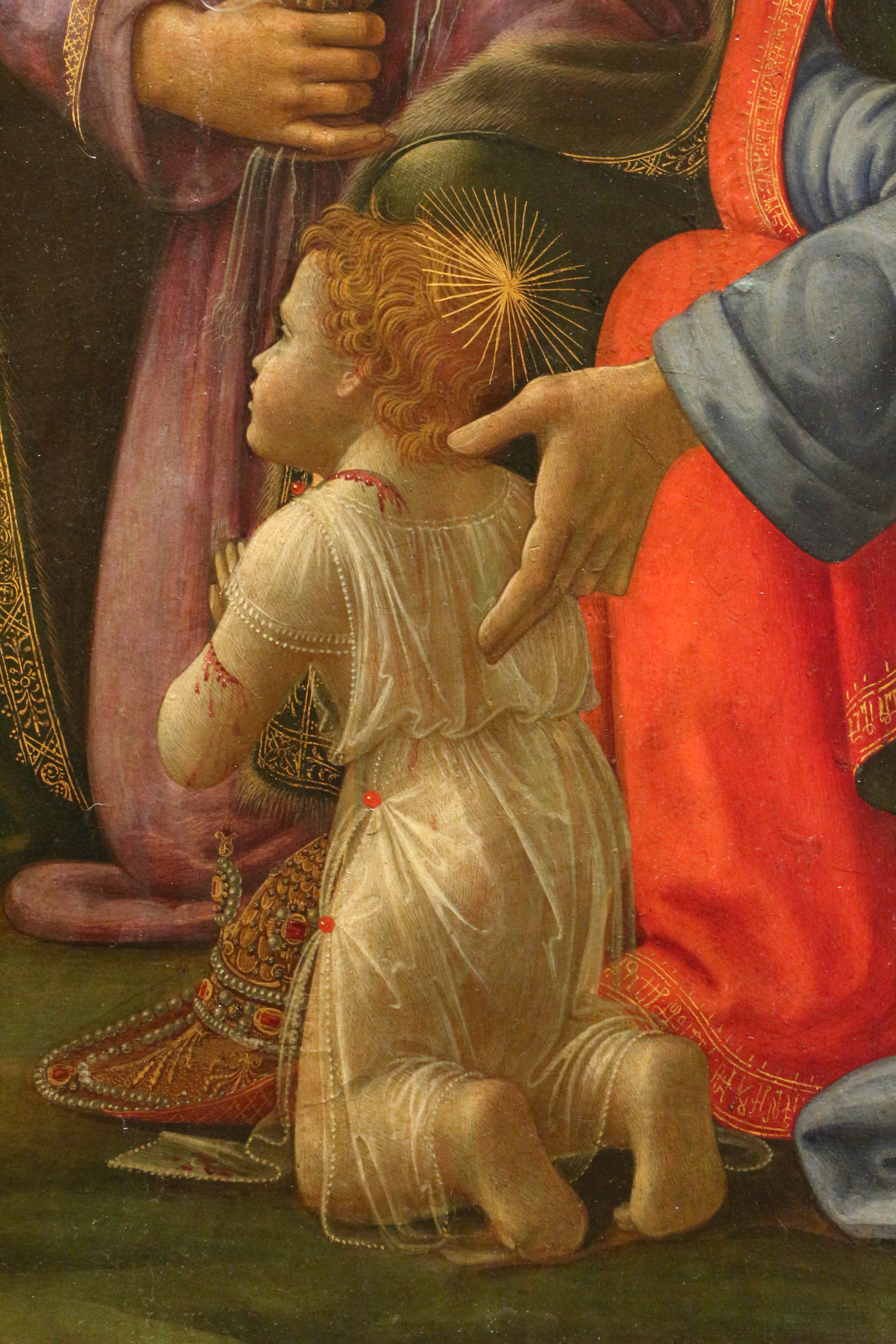
Un "innocente" presentato alla Madonna

Il 28 ottobre 1485 Francesco di Giovanni Tesori, priore dello Spedale degli Innocenti, l'orfanotrofio fiorentino, firmò col pittore un dettagliato contratto per la commissione di una pala per l'altare maggiore della chiesa di Santa Maria degli Innocenti, annessa all'ospedale. La tavola doveva avere come soggetto l'Adorazione dei Magi, un soggetto molto frequente nell'arte fiorentina del XV secolo, ed era previsto che a dipingerla, usando colori pregiati, fosse il maestro stesso, limitando cioè l'intervento della bottega e restando fedele a un disegno, probabilmente un bozzetto, che l'artista aveva sottoposto all'approvazione del committente. L'opera doveva essere terminata in trenta mesi, per un compenso di 115 fiorini grandi in caso di piena soddisfazione del committente, cosa che puntualmente avvenne.
La pala è sempre rimasta nel patrimonio dell'istituzione, superando le spoliazioni e dispersioni, forse proprio perché considerata opera indissolubilmente legata allo "Spedale". La cornice originale, commissionata nel 1486 ad Antonio di Francesco di Bartolo su disegno di Giuliano da Sangallo, venne distrutta nel 1786, quando fu rifatto l'interno della chiesa e rimossa la pala dall'altare, sistemandola sulla parete dietro di esso. Nel 1917 trovò collocazione nella nascente galleria al secondo piano dell'edificio verso la piazza, e dal 1971 vi venne riaccostata la predella, che era stata smembrata nel 1615 in occasione di un rifacimento dell'altare maggiore.

## Descrizione

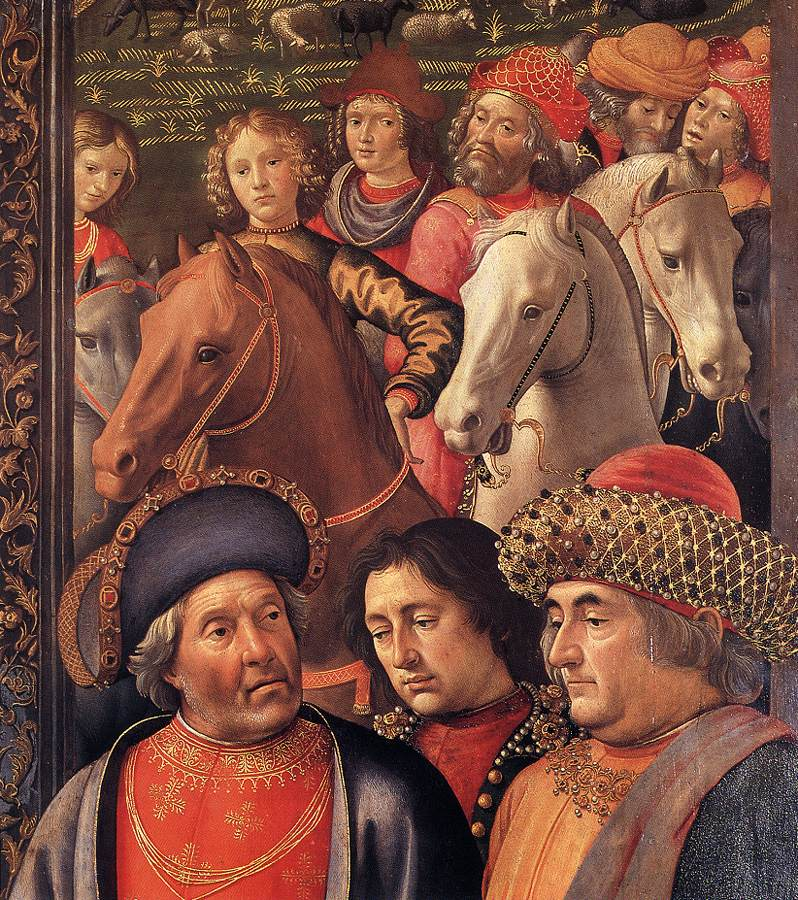
I personaggi sulla destra

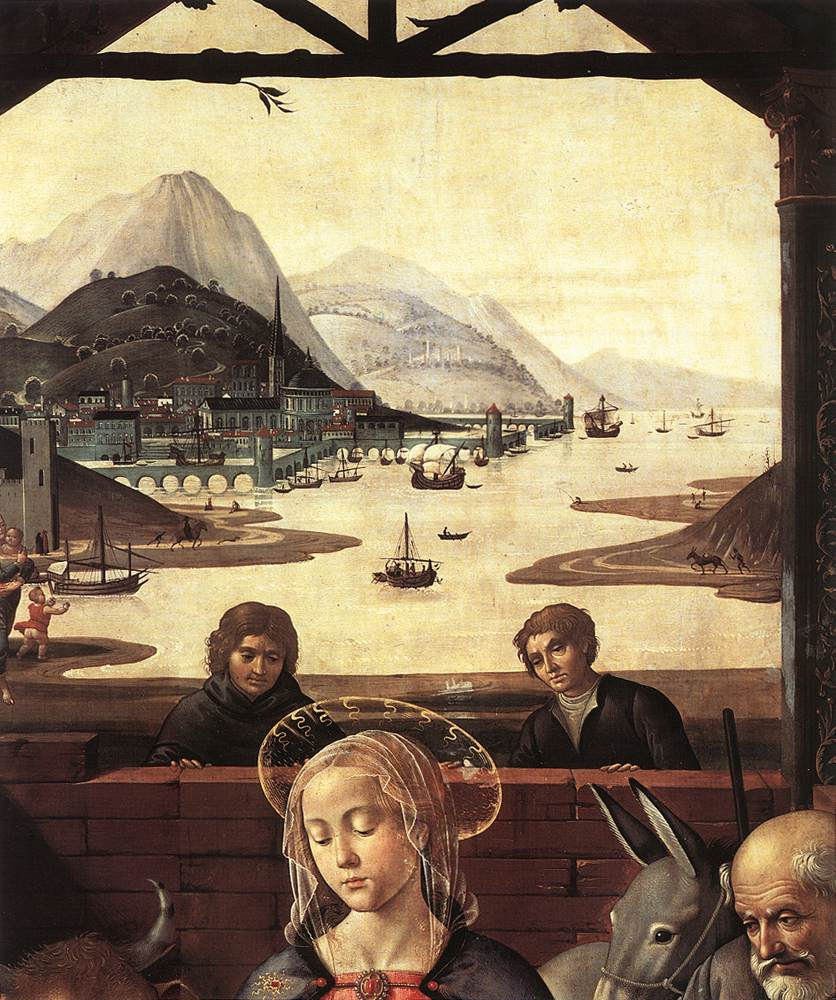
Il paesaggio

La scena dell'Adorazione dei Magi venne interpretata in chiave moderna, all'avanguardia rispetto alle recenti innovazioni introdotte da Sandro Botticelli (Adorazione di Santa Maria Novella, 1475 circa) e Leonardo da Vinci (Adorazione degli Uffizi, 1481-1482). la Madonna si trova infatti al centro di una composizione piramidale col Bambino mostrato ai Magi e agli astanti. Alla base della piramide si trovano due dei Magi, uno nell'atto di baciare un piedino del bimbo, uno inginocchiato con una mano sul petto, mentre il terzo si trova in piedi sulla sinistra, caratterizzato da un manto giallo e rosso, e ritratto mentre porge in dono un ricco calice. Essi, come di solito, rappresentano tre diverse età dell'uomo: giovinezza, maturità e vecchiaia. Ai loro lati stanno, in posizione accovacciata, san Giovanni Battista, che guarda lo spettatore e, come di consueto, indica il Bambino, e san Giovanni Evangelista, che presenta un fanciullo ferito alla Madonna; un altro fanciullino, evidente richiamo agli orfani "innocenti" dell'istituzione, si trova sul lato opposto. A essi fa riferimento anche la strage degli innocenti rappresentata sullo sfondo, a sinistra. Le loro figure sono delicate e poetiche, cariche del senso infantile del loro semplice omaggio al santo Bambino.
Attorno alla Vergine si trovano il bue e l'asinello, oltre a san Giuseppe, che veglia sul bambino, guardandolo. La capanna è composta da un muro in mattoni incompiuto, simboleggiante il paganesimo in declino da cui nacque il cristianesimo; da essa si levano quattro pilastri all'antica decorati da candelabre e capitelli corinzi dorati, che reggono un semplice tetto di paglia a spioventi. Su di esso quattro angeli reggono un cartiglio con un tetragramma che riporta le note e le prime parole del Gloria, come a invitare lo spettatore a unirsi nel canto.
Sempre in primo piano si trovano a sinistra alcuni astanti, tra cui in secondo piano si riconoscono il committente, vestito di nero, e l'artista, che guarda verso lo spettatore. A destra invece si trovano tre personaggi del corteo dei Magi riccamente abbigliati, che dovrebbero rappresentare i membri della potente Arte della Seta, finanziatrice principale dell'Istituto. Sopra di loro il corteo si dispiega in lontananza, passando sotto un arco, altro riferimento alla transizione dal mondo pagano, sul cui fregio è riportata la data MCCCCLXXXVIII (1488). A un esame attento si nota che i cinque cavalli sono stati realizzati a partire da due soli cartoni, poi colorati diversamente e con qualche piccola variante: uno con al testa girata a sinistra (cavalli bianco e baio in primo piano) e uno con la testa girata a destra (gli altri). Sullo sfondo, da questa parte, si vede poi l'annuncio ai pastori da parte di un angelo che vola in un nimbo luminoso. Dietro la Vergine infine, stagliati sullo sfondo di un paesaggio lacustre solcato da navi tra svettanti colline e montagne, si affacciano a contemplare la scena un personaggio laico e uno religioso, simboleggianti i principali artefici dell'opera assistenziale dell'orfanotrofio. Sull'estrema sinistra assistiamo alla strage degli Innocenti, chiaro riferimento biblico alla missione dello Spedale.
La città sullo sfondo è una rappresentazione simbolica di Roma: si riconoscono infatti il Colosseo, la Colonna Traiana, la Torre delle Milizie e la Piramide Cestia.

## Stile
L'influenza di Botticelli si coglie nell'impianto frontale dell'Adorazione, mentre quella di Leonardo è legata al turbine di personaggi che "avvolgono", come in cerchi concentrici, la Sacra Famiglia, seppure secondo uno schema semplificato in Ghirlandaio. Le due figure che si affacciano dal muro posteriore appaiono poi come citazioni leonardesche.
Una serie di elementi stilistici confermano, nonostante la documentazione storica, la datazione agli stessi anni della Cappella Tornabuoni: analoghe sono l'ampiezza e la luminosità del paesaggio, nonché la presenza del muro di fondo che isola la scena principale, enfatizzandola, pur senza bloccare la fuga prospettica e spaziale in lontananza.
I colori sono ricchi e sgargianti, con una serie di corrispondenze tra rossi, gialli e blu che creano un vibrante ritmo luminoso. Grande è la cura dell'artista nella resa dei dettagli, con una resa dei diversi tipi di "lustro" (cioè di riflessione della luce sulle superfici) derivata dallo studio dell'arte fiamminga: ciò è particolarmente evidente nel brillare dei gioielli, come le perle del copricapo a mazzocchio/turbante dell'uomo sulla destra, la doppia catena d'oro con pendente del personaggio a lui vicino, oppure nella croce di san Giovanni Battista o nella coppa cristallina offerta dal più giovane dei Magi.
Anche lo sfondo, che si perde sfumando in lontananza, rimanda agli esempi fiamminghi, filtrati magari dall'esempio di Pietro Perugino, allora attivissimo a Firenze.

## Predella

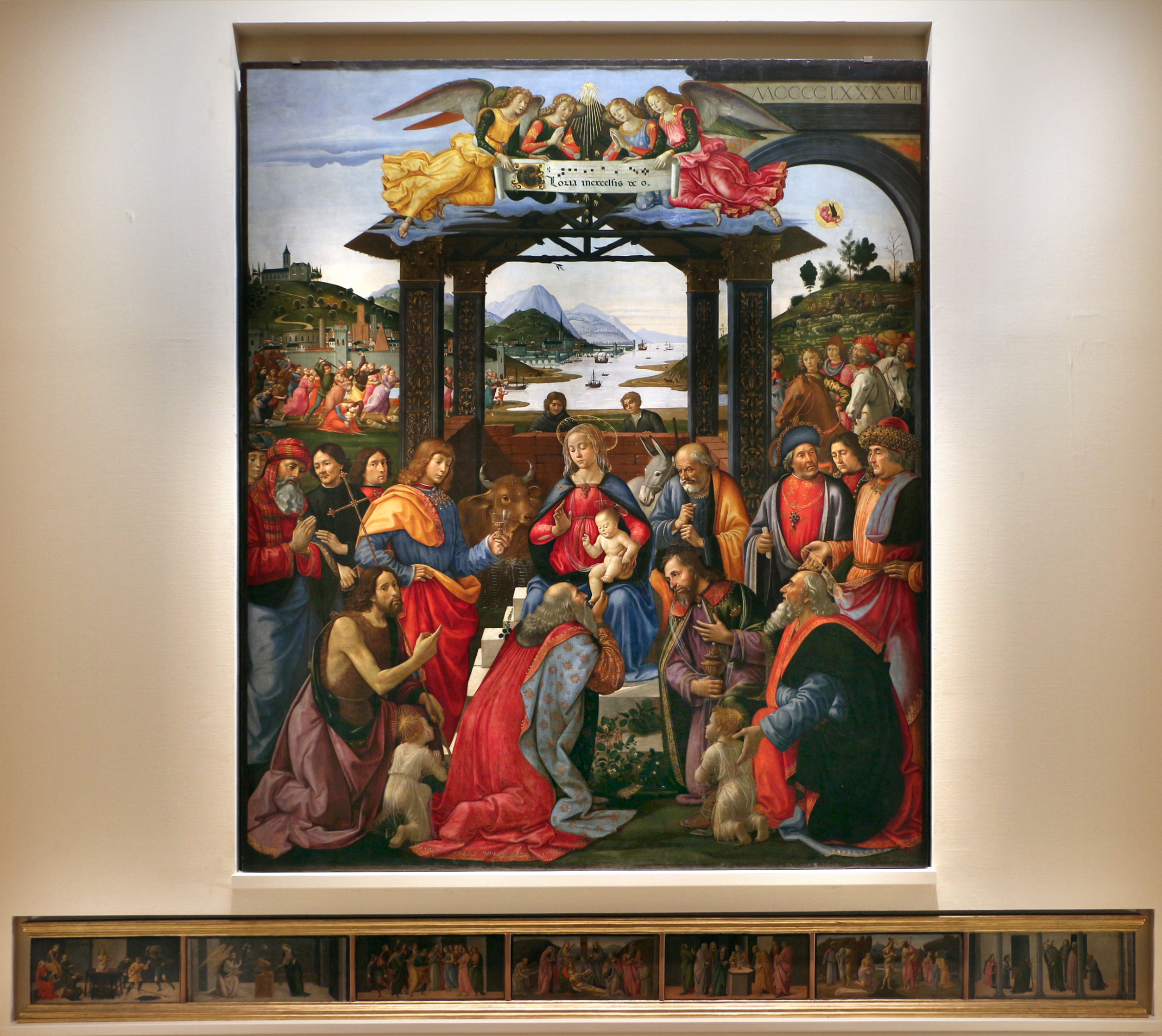
La pala con la predella

La predella, opera di Bartolomeo di Giovanni, mostra storie dei santi ritratti e della vita di Maria. Da sinistra si vedono:
- Martirio di san Giovanni Evangelista
- Annunciazione
- Sposalizio della Vergine
- Presentazione al Tempio e circoncisione di Gesù
- Deposizione dalla Croce
- Battesimo di Cristo
- Sant'Antonino Pierozzi consacra la chiesa di Santa Maria degli Innocenti

All'autore, documentato, della predella sono attribuite anche alcune parti della pala: la Strage degli innocenti secondo Berenson, i due personaggi che spuntano al centro dietro la Madonna e le figure in alto a destra secondo Bellosi.

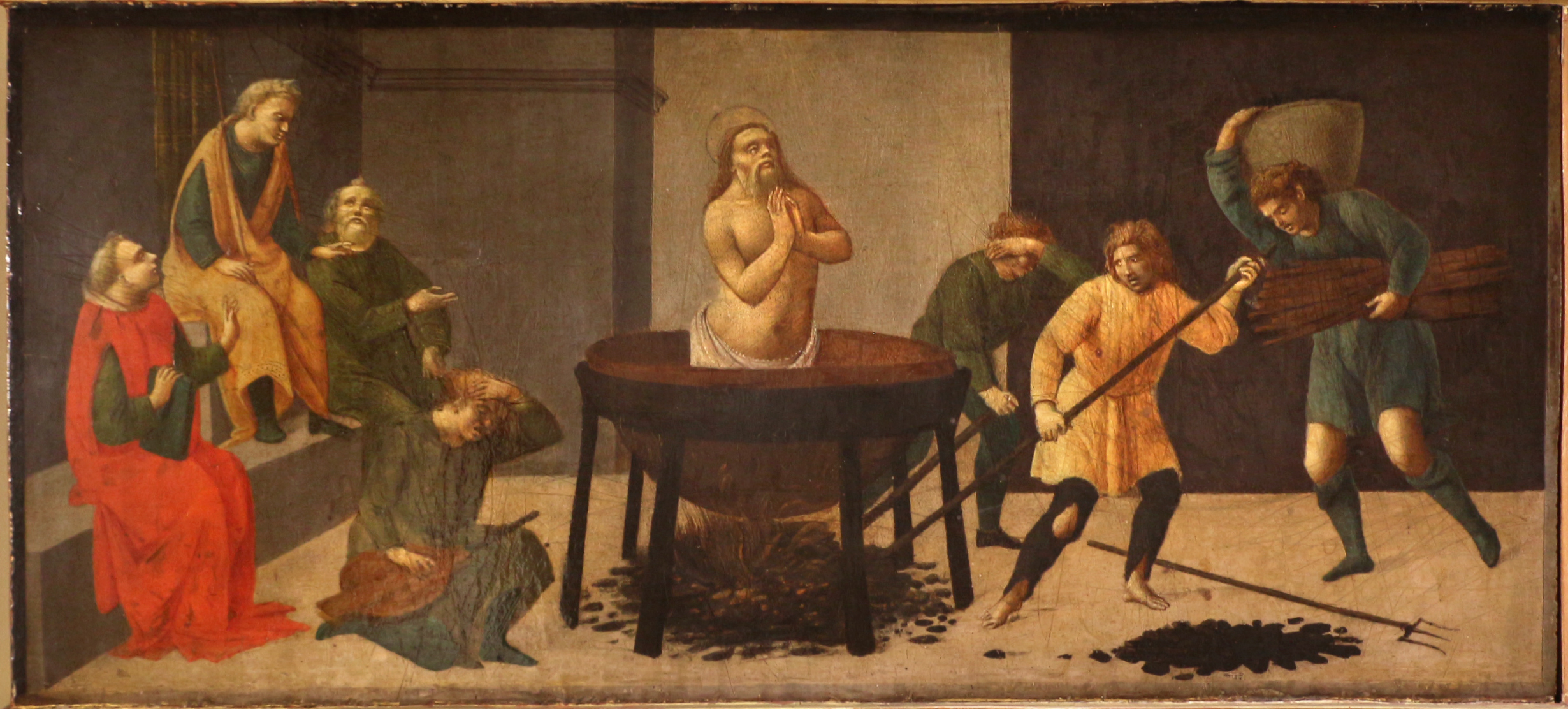
Martirio di san Giovanni Evangelista
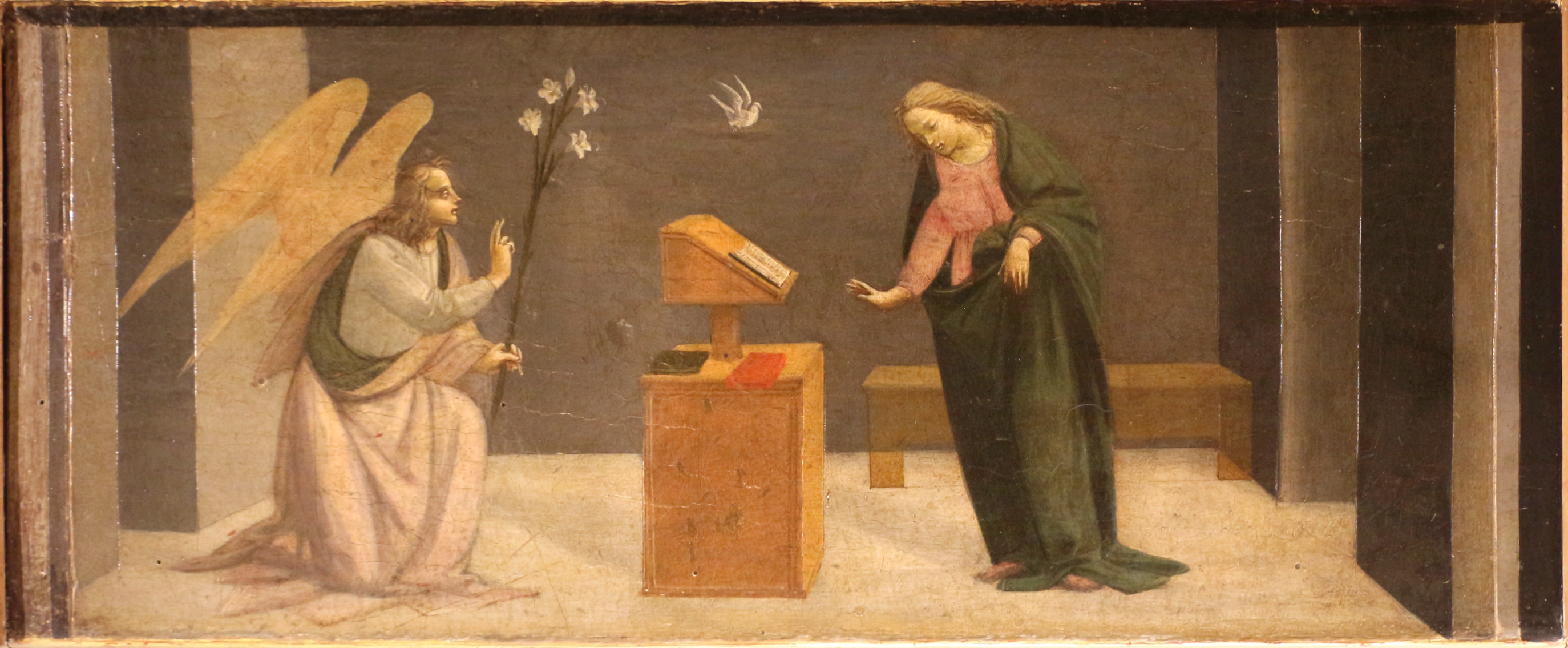
Annunciazione
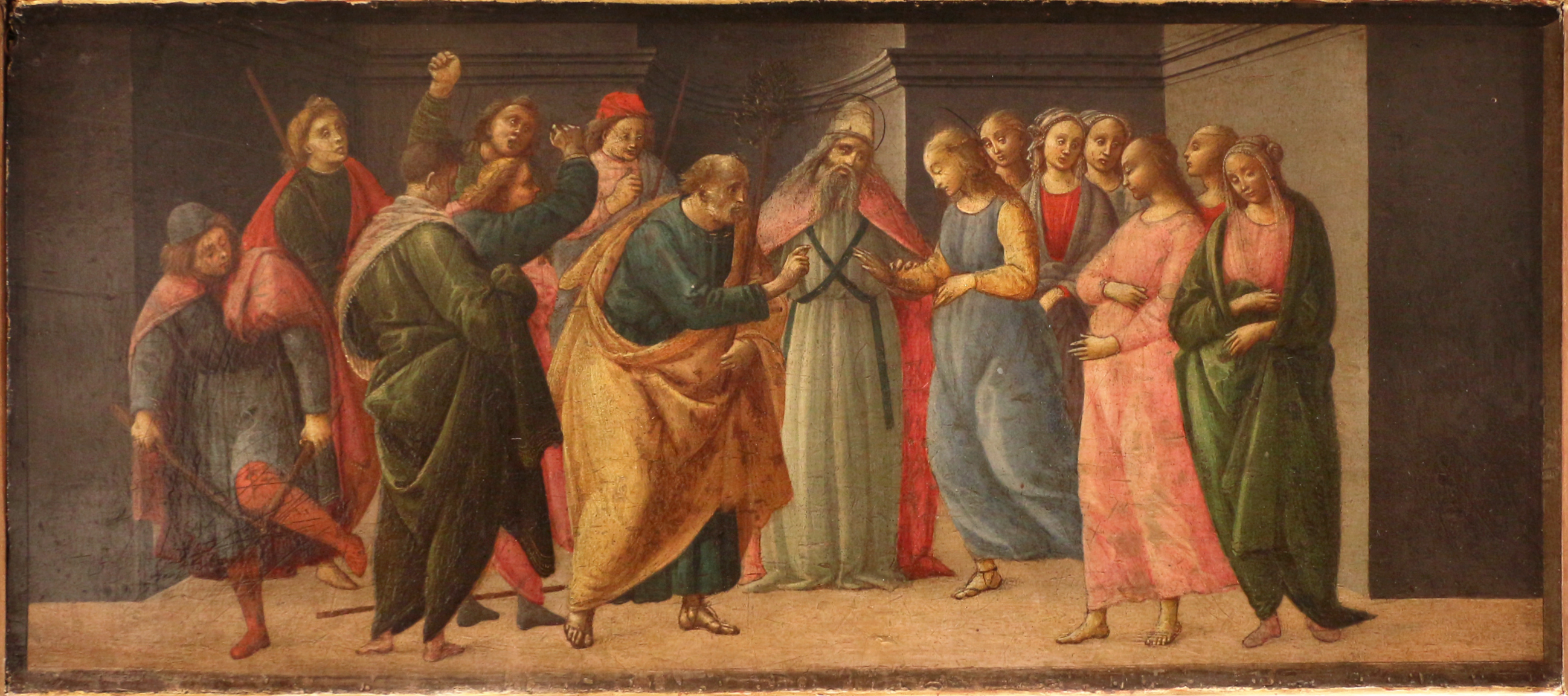
Sposalizio della Vergine
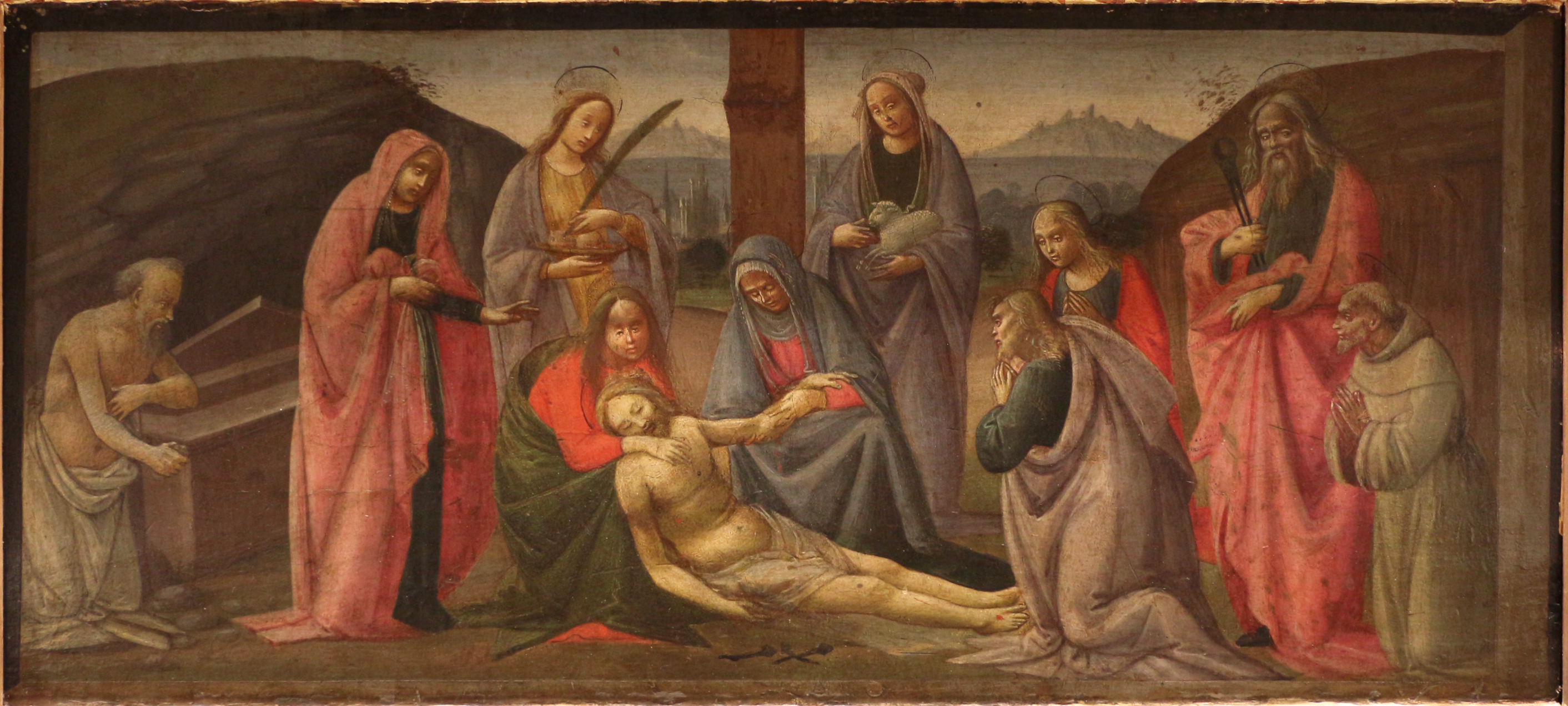
Presentazione al Tempio e circoncisione di Gesù
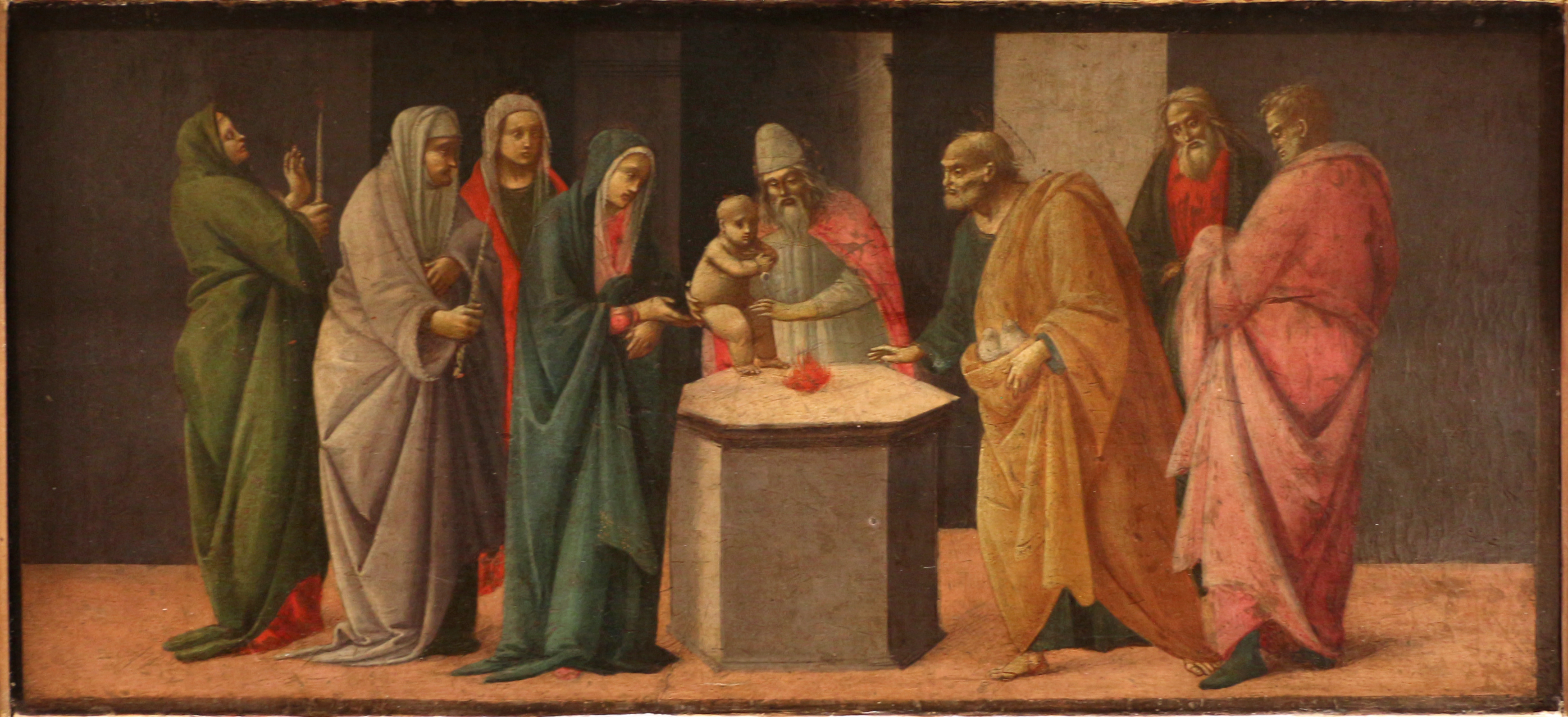
Deposizione dalla Croce
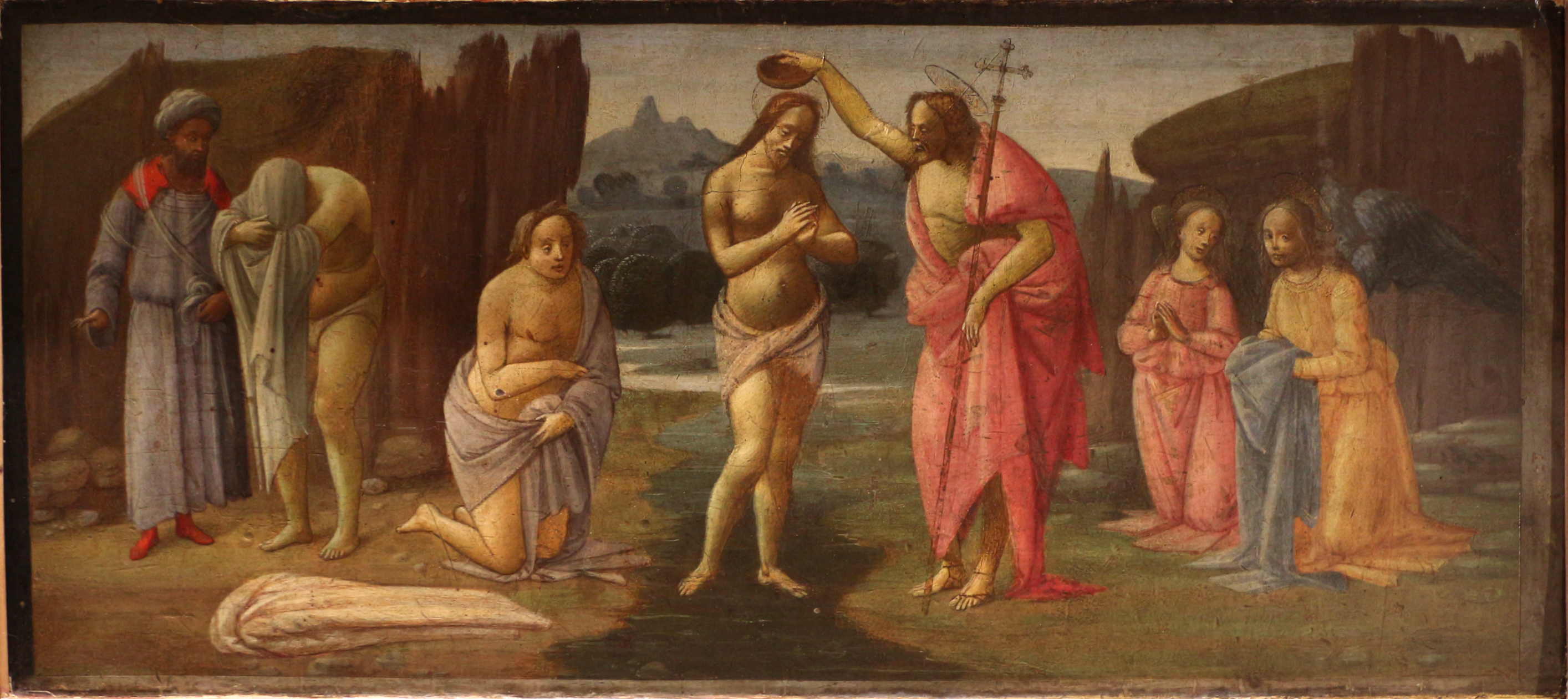
Battesimo di Cristo
Consacrazione della chiesa di Santa Maria degli Innocenti